# Third Finger, Left Hand

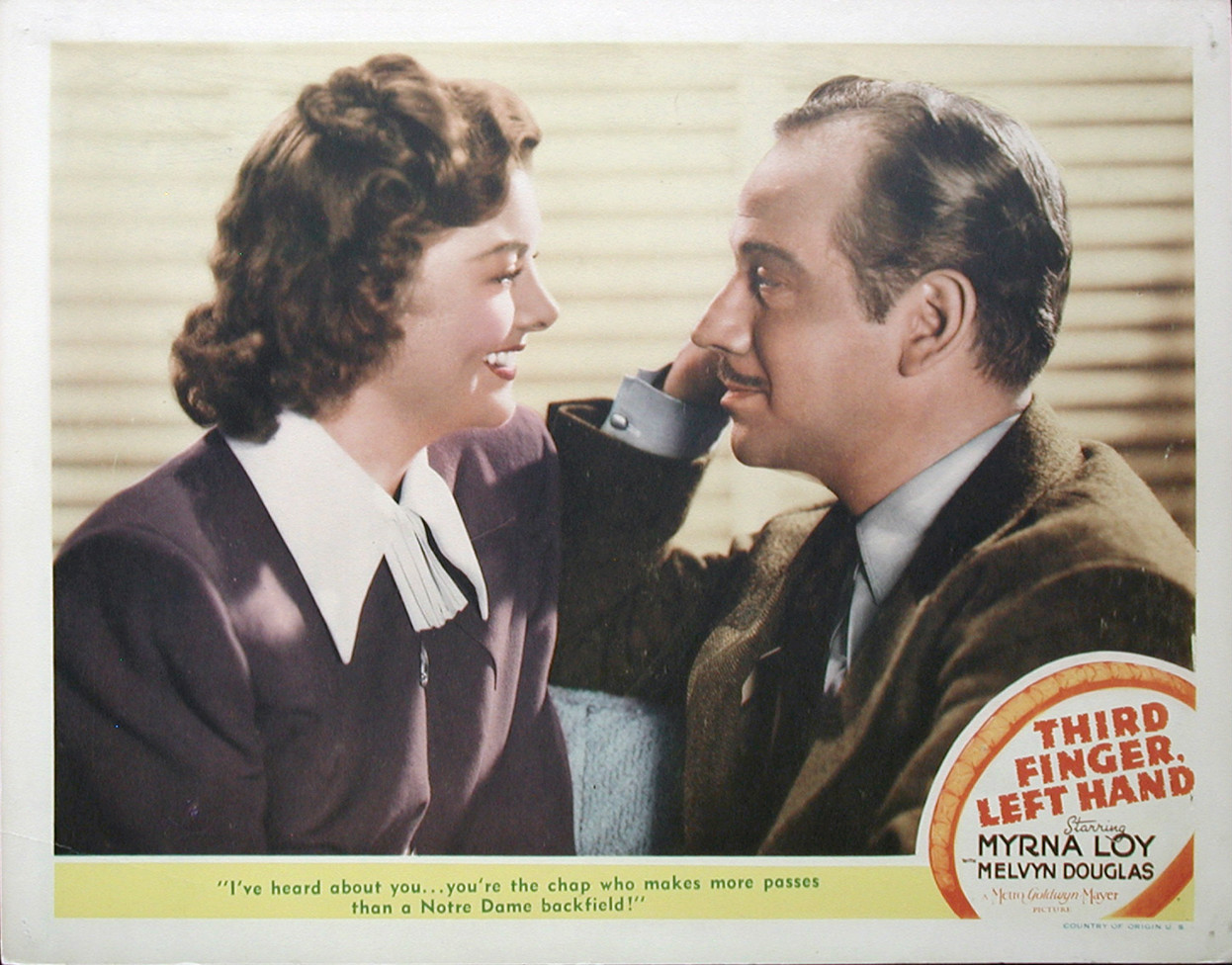
Myrna Loy et Melvyn Douglas

Pour plus de détails, voir Fiche technique et Distribution.
Third Finger, Left Hand est un film américain en noir et blanc réalisé par Robert Z. Leonard, sorti en 1940.

## Synopsis
La rédactrice en chef d'un magazine new-yorkais, Margot Sherwood Merrick s'invente un mari  principalement pour sauvegarder son emploi car la femme jalouse de l'éditeur du magazine a fait renvoyer les deux dernières femmes à son poste après quelques mois seulement. Il est également utile de tenir à distance les hommes agressifs, car Margot est déterminée à réussir sa carrière. Le photographe August Winkel l'aide en écrivant des lettres censées provenir de son mari Tony Merrick.
Un jour, elle va à la rencontre d'un ami qui arrive sur un paquebot. Cependant, lorsqu'elle entre dans la cabine de son ami, elle trouve des tableaux mais pas d'ami. Peu après, le marchand d'art M. Flandrin se présente pour examiner les œuvres. Irritée par l'attitude brusque de Flandrin et certaine de pouvoir obtenir un meilleur prix pour son ami, Margot lui ordonne de partir. Cependant, l'ami de Margot est descendu à un arrêt précédent, et les tableaux appartiennent en fait à Jeff Thompson. ce dernier rencontre Flandrin sur le pont, pour apprendre que le marchand insulté n'est plus intéressé par la vente de ses œuvres.
Lorsque Jeff confronte Margot, celle-ci promet de remettre les choses en ordre. Se faisant passer pour un rival enthousiaste, elle manipule Flandrin pour qu'il propose à Jeff une offre bien meilleure que celle à laquelle il s'attendait. Apaisé, Jeff lui propose de l'emmener dîner pour fêter ça. Elle refuse, mais lorsque son petit ami avocat, Philip Booth, doit annuler leur rendez-vous, elle change d'avis.
Dans la boîte de nuit, une connaissance ivre aperçoit Margot et mentionne son mari, ce qui oblige Margot à improviser et à dire à Jeff qu'il ne s'agissait que d'un simple engouement passager à Rio de Janeiro. Il la croit d'abord, mais des incohérences dans son histoire l'amènent à vérifier qu'elle n'a pas de Tony Merrick. Pour lui donner une leçon, il se présente au manoir familial et annonce à son père, à sa jeune sœur ainsi qu'à son majordome qu'il est Tony. Il est accueilli à bras ouverts. Margot n'a d'autre choix que de se plier à la supercherie.
Le lendemain matin, elle avoue tout à Philip afin d'obtenir des conseils juridiques. Philip lui dit qu'elle ne peut pas "divorcer" d'un homme auquel elle n'est même pas mariée. Il lui suggère de l'épouser d'abord discrètement, puis de divorcer publiquement. Philip convainc un Jeff réticent de l'accompagner. Le couple se rend aux chutes du Niagara pour se marier. Là, Jeff rencontre des amis de Wapakoneta, sa ville natale de l'Ohio. Margot en profite pour se venger en se faisant passer pour une épouse très mal élevée, avec un accent new-yorkais exagéré.
Margot, Jeff et Philip montent ensuite dans un train pour déposer Jeff dans l'Ohio. Margot et Philip prévoient de se rendre à Reno pour obtenir le divorce, puis de se marier eux-mêmes. Cependant, Jeff commence à avoir des doutes. Pour gagner du temps, il engage Sam, un porteur de train afro-américain (qui a étudié le droit par correspondance) pour faire traîner les négociations sur le règlement des biens. Cela fonctionne. Lorsque Jeff descend du train, Margot l'accompagne.

## Fiche technique
- Titre original : Third Finger, Left Hand
- Réalisation : Robert Z. Leonard
- Scénario : Lionel Houser
- Production : John W. Considine Jr. et Robert Z. Leonard (non crédité)
- Société de production et de distribution : Metro-Goldwyn-Mayer
- Direction artistique : Cedric Gibbons
- Décors : Edwin B. Willis
- Costumes : Dolly Tree
- Photographie : George J. Folsey
- Musique : David Snell, Daniele Amfitheatrof (non crédité), Edward Ward (non crédité)
- Montage : Elmo Veron
- Pays de production : États-Unis
- Langue originale : anglais
- Format : noir et blanc — 35 mm — 1,37:1 — son : Mono (Western Electric Sound System)
- Genre : Comédie romantique
- Durée : 96 min
- Date de sortie : 
  - États-Unis : 11 octobre 1940

## Distribution
- Myrna Loy : Margot Sherwood Merrick
- Melvyn Douglas : Jeff Thompson
- Raymond Walburn : M. Sherwood
- Lee Bowman : Philip Booth
- Bonita Granville : Vicky Sherwood
- Felix Bressart : August Winkel
- Donald Meek : M. Flandrin
- Ann Morriss : Beth Hampshire
- Sidney Blackmer : Hughie Wheeler
- Ernest Whitman : Sam
- Halliwell Hobbes : Burton
- Frank McGlynn Sr. (non crédité) : Juge Holman